# Спина бифида
Спина бифида је назив за расцјеп кичменог стуба, због чега настаје непотпуно затварање кичмене мождине. Убраја се у дефекте неуралне цјеви. Најбенигнији облик је Спина бифида окулта, док су облици  менингокела и мијеломенигокела  веома тешки.

## Спина бифида окулта
Је најчешће локализована у слабинско-крсном дијелу кичменог стуба. Она не даје никакве манифестације, осим могућих болова на притисак у предјелу локализације пукотине. Понекад је кожа на том месту пигментована и обрасла длакама, а код младих особа могућа је и појава ноћног мокрења. Доњи удови су без промјена.

## Менингокела
Менингокела локализована најчешће у слабинском дијелу кичменог стуба. Кроз коштани дефект на задњем дијелу кичменог канала избочена је кичмена овојница, која одиже поткожно ткиво и кожу и на тај начин формира кесу испуњену течношћу из кичменог канала. Ова кила испуњена течношћу, види се као тумор на леђима, покривен више или мање истањеном кожом. Доњи екстремитети су најчешће без неуролошких испада, али су могући поремећаји функције мокраћне бешике и дебелог цријева. Дјеци прети опасност од прскања кожне „киле“ и секундарних инфекција (менингитис).

## Мијеломенигокела
Мијеломенигокела означава велики дефект поткожног ткива, коже и пршљенских лукова на задњем дијелу кичменог канала, одакле излази кашаста маса кичмене мождине и нервних влакана, покривена танком ружичастом опном. Овај облик често је праћен и хидроцефалусом (услед неправилног отицања и нагомилавања ликвора), као и обостраним и симетричним одузетостима удова, контрактурама, ишчашењем кукова и колена. Често су придружене аномалије на срцу и уринарном апарату. Због честих инфекција, јер је отворен садржај кесе, најчешће менингитиса, ова дјеца често умиру .

## Лијечење
Дјеца рођена са спином бифидом лијече се лековима и хируршки. Препоручује се рано затварање леђа и кичмене мождине као и рјешавање хидроцефалуса, ако постоји. Чим се дјете роди, ако постоји циста на леђима потребно је прекрити је стерилном газом и дете транспортовати на јединицу интензивне неурохируршке његе гдје ће се обавити припреме за хируршки захват. Важно је при том нагласити како ова операција служи за спречавању инфекције или додатне трауме кичмене мождине, а не за успостављање функције која није ни постојала након рођења. Хидроцефалус се лечи отклањањем узрока или симптоматски постављањем комуникације, шанта.
Менингокела и мијеломенингокела захтијевају хитну хируршку интервенцију одмах по рођењу. Њихов најупадљивији симптом је моторни дефицит (ослабљена мишићна снага, контрактура зглобова итд). Ход, уколико постоји је паретичан и атактичан. Нека дјеца могу да ходају само уз помоћ помагала (штаке, штап) или апарата са карличним и грудним појасом. Један део остаје трајно везан за инвалидска колица. Осим моторике, као проблем се јавља и инконтиненција, као и ослабљена трофика цијелог тијела која погодује стварању декубиталних рана. О томе треба водити рачуна при спровођењу здравствене његе, али и свих осталих активности у које су ова дјеца укључена. Чести психолошки и педагошки проблеми често утичу на крајњи исход оспособљавања и рехабилитације ометајући њихову потпуну ресоцијализацију.